# Louisiana Tech Bulldogs

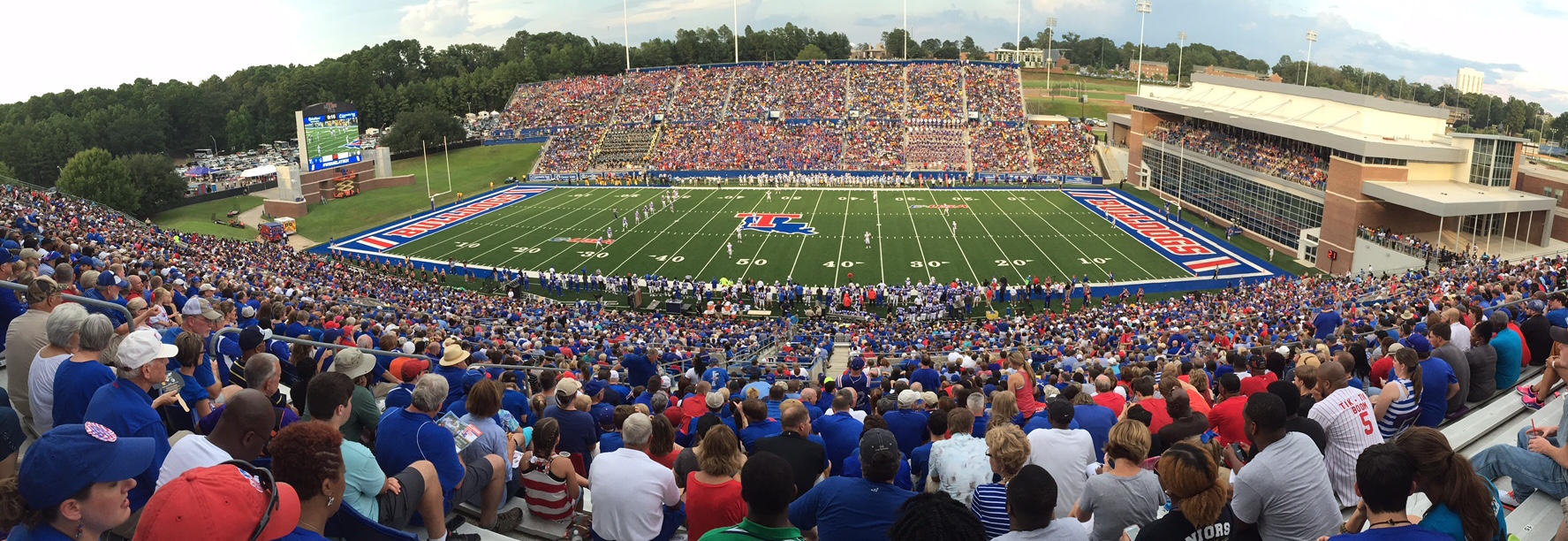
Joe Aillet Stadium.

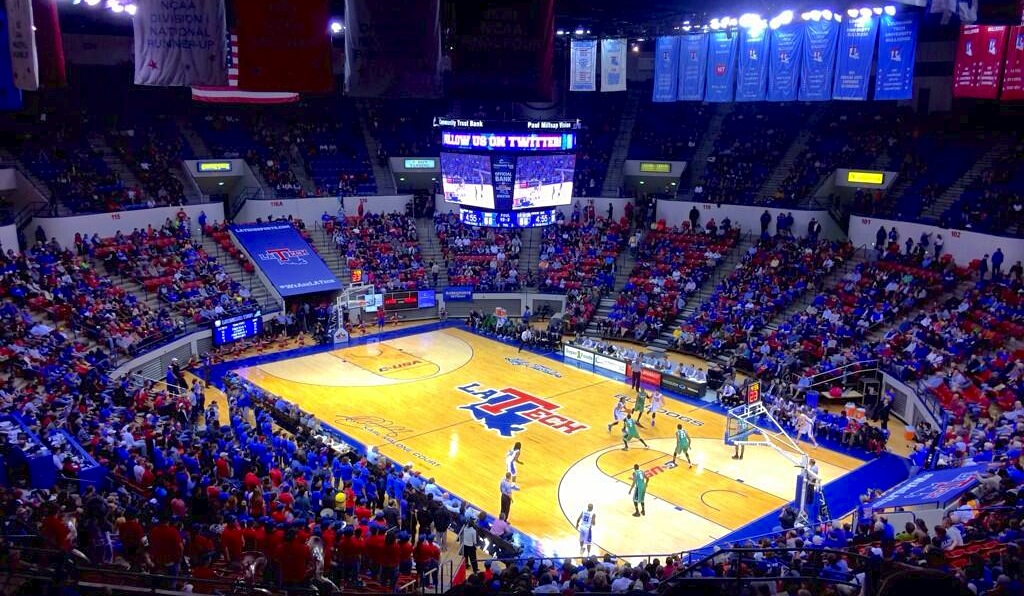
Thomas Assembly Center.

Louisiana Tech Bulldogs (español: Bulldogs del Instituto Tecnológico de Luisiana) es el equipo deportivo de la Universidad Tecnológica de Luisiana, situada en Ruston, Luisiana. Los equipos de los Bulldogs participan en las competiciones universitarias organizadas por la NCAA, y forma parte de la Conference USA. Los equipos femeninos reciben el apodo de las Lady Techsters.

## Programa deportivo
Los Bulldogs y las Lady Techsters compiten en las siguientes modalidades deportivas:
| Masculinos - Baloncesto - Cross - Golf - Fútbol americano - Atletismo - Béisbol | Femeninos - Baloncesto - Fútbol - Bowling - Atletismo - Voleibol - Cross - Sófbol - Voleibol |

### Baloncesto
Se formó el equipo en 1925, y desde entonces han conseguido 19 títulos de conferencia, además de haber llegado a la fase final de la NCAA en 6 ocasiones. Varios jugadores de los Bulldogs han llegado a la NBA en toda la historia, entre los que destacan Karl Malone, P.J. Brown y Paul Millsap.

## Títulos nacionales
Poseen 42 campeonatos nacionales
Masculino (24)
- Fútbol americano: 3 (1972, 1973 y 1974)
- Lanzamiento de peso: 1 (1985)
- Levantamiento de peso: 19 (1978, 1985, 1986, 1994, 1995, 1996, 1997, 1998, 1999, 2000, 2001, 2002, 2003, 2004, 2005, 2006, 2008, 2010 y 2017)
- NIFA Flight Team: 1 (1973)

Femenino (18)
- Levantamiento de peso: 15 (1984, 1985, 1986, 1994, 1995, 1996, 1997, 1998, 1999, 2000, 2001, 2002, 2003, 2006 y 2007)
- Baloncesto: 3 (1981, 1982 y 1988)